# Vaire-sous-Corbie
Vaire-sous-Corbie è un comune francese di 268 abitanti situato nel dipartimento della Somme nella regione dell'Alta Francia.

## Società

### Evoluzione demografica
Abitanti censiti